# Contexte (communication)
 (décembre 2018).
Si vous disposez d'ouvrages ou d'articles de référence ou si vous connaissez des sites web de qualité traitant du thème abordé ici, merci de compléter l'article en donnant les références utiles à sa vérifiabilité et en les liant à la section « Notes et références ».
Pour les articles homonymes, voir Contexte.
En communication et en sociologie, le contexte est l'un des facteurs qui influencent la communication.
Sur les aspects de la communication verbale (langage), le contexte peut être appréhendé par la linguistique : voir contexte (linguistique).
Afin de tenir compte de l'insuffisance de certains modèles de communication sur le plan du contexte, le linguiste Roman Jakobson et le sociologue Gerbner ont développé des modèles qui tiennent compte du contexte.
Le modèle de Jakobson est donc à dominante linguistique.
Le modèle de Gerbner est à dominante sociologique.
La communication ne se limite pas à transmettre une information. Elle sert aussi à échanger des émotions, des sentiments, transmettre des messages, construire une relation et à aider les individus à construire leur identité.
Il y a 3 types de communication :
1. communication de masse : elle s'adresse à un large public et passe par une technologie permettant une large diffusion de l'information. Exemple : la télévision, la radio, la presse, internet.
2. communication de groupe : elle se rapporte aux échanges qui ont lieu à l’intérieur du groupe de taille suffisamment limitée pour que leurs membres puissent y interargir. Ils doivent travailler dans un objectif commun.
3. communication interpersonnelle : elle met en relation 2 individus qui sont en interaction. (influence mutuelle).